# Питомник (аэродром)
«Питомник» — заброшенный аэродром в Волгоградской области. Один из семи главных аэродромов, использовавшихся вермахтом во время Сталинградской битвы. Располагался на территории современного Городищенского района в 10 километрах от Волгограда.

## История
«Питомник» был занят 6-й армией, когда она объединилась с 4-й танковой армией 3 сентября 1942 года.

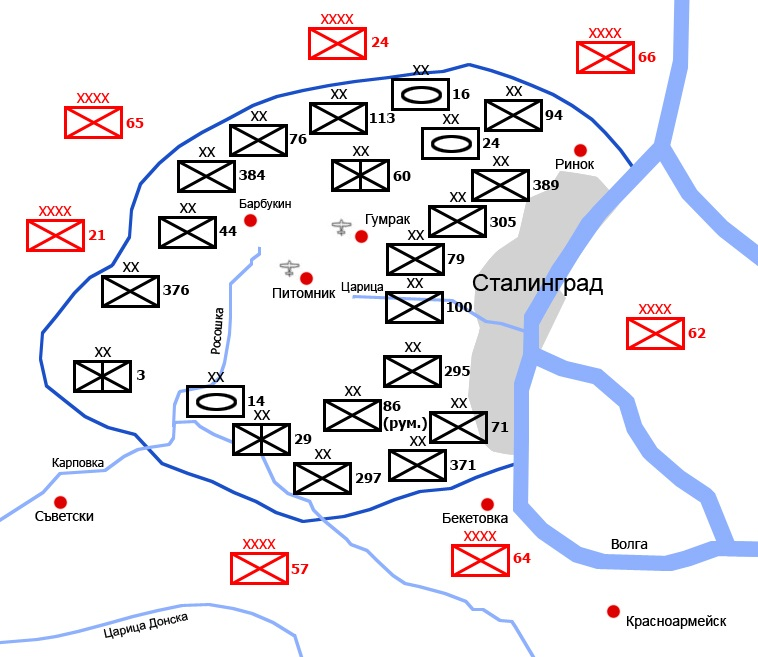
Схема «котла» в Сталинграде на которой отмечен «Питомник»

Наряду с ПВО, аэропорт защищали истребители первой группы Jagdgeschwader 3. В середине января 1943 года другим группам было приказано покинуть аэродром.
Аэродром был использован, чтобы вывести женский персонал больниц, когда безнадёжность положения стала очевидной. Взлетно-посадочная полоса была заполнена ранеными немецкими солдатами.
15 января 1943 года Питомник подвергся артиллерийскому обстрелу Красной армии, и два дня спустя аэродром захватили.
По состоянию на 2009 год, территория аэродрома использовалась в качестве сельхозугодий.

## Воинские соединения
Воинские соединения, участвовавшие в боях за аэродром «Питомник»:
Немецкие войска и союзники:
- 3-я истребительная эскадра «Удет»;

Советские войска
- 808-й штурмовой авиационный полк
- 91-я отдельная танковая бригада

## Персоналии
- 30 ноября 1942 года в воздушном бою над аэродромом «Питомник» самолёт капитана Николая Абрамашвили был поврежден. Он направил горящую машину на скопление вражеской техники и погиб, нанеся противнику большой урон. В 1995 году, через 53 года после гибели, ему было присвоено звание Герой Российской Федерации.
- При подготовке к атаке на аэродром 21 января 1943 года произошёл Бой у Новой Надежды.